# Pandemia de COVID-19 em Reunião
Este artigo documenta os impactos da pandemia de coronavírus de 2020 em Reunião e pode não incluir todas as principais respostas e medidas contemporâneas.

## Linha do tempo
Em 11 de março, o primeiro caso de COVID-19 em Reunião foi confirmado. Em 15 de março, o número de casos confirmados subiu para 7.